# Janina Lewandowska
Janina Antonina Lewandowska (22 d'abril de 1908 - 22 d'abril de 1940) va ser una pilot polonesa de la Segona Guerra Mundial assassinada a la massacre de Katyn per les forces soviètiques.

## Primers anys de vida
Lewandowska (de soltera Dowbor-Muśnicka) va néixer el 22 d'abril de 1908 a Khàrkiv a l'Imperi Rus. El seu pare, Józef Dowbor-Muśnicki, va ser un reeixit general militar polonès. Quan era adolescent, es va unir al Club de Vol de Poznań i va obtenir els seus certificats de planador i paracaigudes. Amb 20 anys, va esdevenir la primera dona europea que va fer paracaigudes des d'una alçada de més de cinc quilòmetres. Va aprendre a volar avions lleugers el 1937. Poc abans que comencés la guerra, es va casar amb el pilot instructor Mieczyslaw Lewandowski.

## Carrera militar

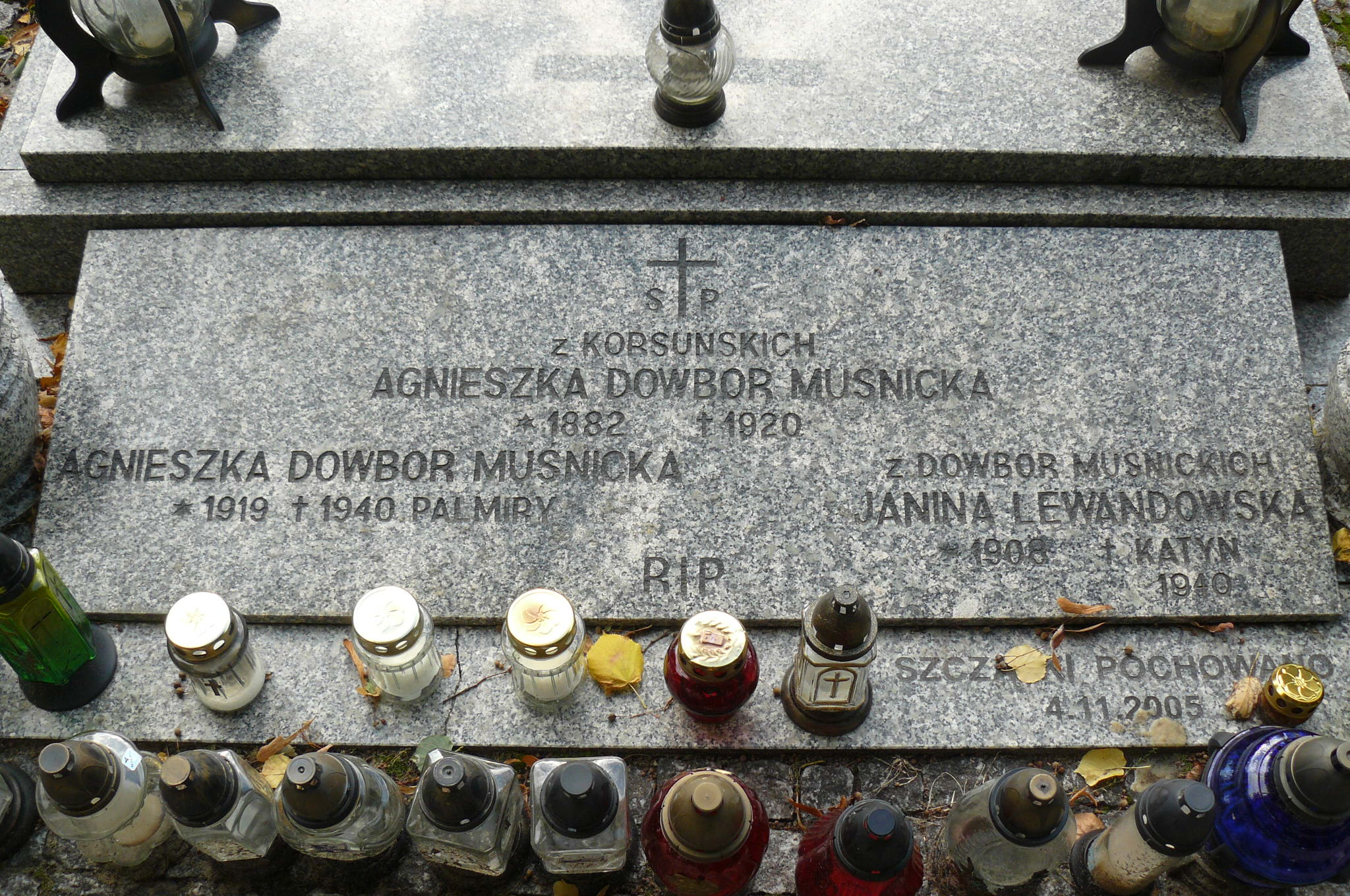
La làpida que commemora la Janina i la seva germana Agnieszka Dowbor-Muśnicka a la tomba familiar al cementiri de Lusów.

L'agost de 1939, Lewandowska va ser seleccionada pel servei amb el 3r Regiment d'Aviació Militar estacionat prop de Poznań, Polònia. El 22 de setembre, la seva unitat va ser feta presonera per les forces soviètiques. Lewandowska era un dels dos únics oficials del grup; tots dos van ser portats al camp de presoners de guerra per a oficials polonesos a Kozelsk, Rússia. El seu destí és incert, tot i que sembla probable que va morir a la massacre de Katin, que va tenir lloc el mes del seu 32è aniversari.

## Commemoracions
- A la base d'un monument erigit a Lusów el 2015 al general Józef Dowbor-Muśnicki, també s'hi commemora les seves dues filles: "Janina Lewandowska, assassinada el 1940 per l'NKVD a Katyn, i Agnieszka Dowbor-Muśnicka, assassinada pels alemanys a Palmiry".[4]
- El 19 de març de 2020, el Banc Nacional de Polònia en va presentar una moneda de plata commemorativa amb un valor nominal de 10 zlotys. La moneda, anomenada "Katyń-Palmiry 1940", recorda les dues germanes assassinades.[5] En una cara de la moneda, la Janina apareix al costat de la paraula "Katyn". L'altra cara presenta una semblança d'Agnieszka i la paraula "Palmiry".[6]